# David L. Goodstein
David Louis Goodstein (Brooklyn, 5 aprile 1939 – Pasadena, 10 aprile 2024) è stato un fisico statunitense noto soprattutto per la sua attività divulgativa e per la lotta alla cosiddetta "miscondotta scientifica" (ovvero, le violazioni all'onestà intellettuale nella ricerca scientifica). Si occupò perlopiù di Fisica della materia condensata.

## Biografia
Accademico del California Institute of Technology (presso il quale insegnò fisica e fisica applicata), dal 1988 al 2007 ne fu anche "vice-Provost" (titolo approssimativamente traducibile come "vice-Rettore"). Fu consigliere in diversi progetti scientifici, tra i quali furono di particolare rilievo quelli della National Science Foundation e del Mathematical and Physical Sciences Directorate.
Divenne noto soprattutto per le 52 lezioni televisive (di mezz'ora ciascuna) tenute negli anni Ottanta (L'universo della meccanica), per aver curato, con la moglie Judit, la pubblicazione di Feynman's Lost Lecture: The Motion of Planets Around the Sun (1996) e per il best seller Out of Gas: The End of the Age of Oil (2004), nel quale trattò combustibili fossili e picco di Hubbert. Quest'ultimo venne anche inserito nella lista dei  100 Notable Books of the Year dal New York Times.
Nel 1987 le sue tele-lezioni furono premiate in Giappone. In Italia vennero doppiate e trasmesse dalla RAI e accessibili dal sito web di Rai Scuola.
Nel 1999 fu anche premiato dall'American Association of Physics Teachers, che gli conferì l'annuale Medaglia Oersted (la quale venne conferita a fisici del calibro di Richard Feynman), e nel 2000 dalla Sigma Xi (society facente parte della Cornell University), dalla quale ricevette la Medaglia John P. McGovern.

## Vita privata
Nato in una famiglia di origine ebraica, si sposò con l'archivista e storica della matematica Judit R. Goodstein. Entrambi i coniugi studiarono la lingua italiana durante il loro soggiorno a Roma quando, nel 1966, egli fu assunto per avviare un laboratorio di fisica a bassa temperatura al Caltech, partendo poco tempo dopo per un programma di lavoro di un anno in Italia. La moglie Judit fu anche autrice delle biografie di diversi matematici e fisici italiani, quali Vito Volterra e Franco Rasetti.